# 백라이트

LCD 애니메이션: 백라이트가 켜지고 꺼지는 모습을 나타내고 있다.

CCFL 백라이트를 갖춘 LCD

LED 매트릭스 백라이트를 갖춘 LCD

백라이트(backlight)는 LCD 뒤에서 빛을 내는 발광체 부분이다. 음극선관 등과는 달리 LCD 스스로는 빛을 내지 못하기 때문에 앰비언트 라이트같은 조명을 필요로 한다. 패널 앞에서 빛을 비추는 프론트라이트와는 달리 LCD 패널의 뒤쪽에서 빛을 비춘다. 손목시계와 같은 소형 디스플레이에서 어두울 때 읽기 쉽도록 하기 위해, 또는 컴퓨터 디스플레이나 LCD 텔레비전에서 CRT와 같이 빛을 내기 위해 사용된다.
휴대용 계산기와 같은 간단한 종류의 LCD는 내장된 광원 없이 제조되기 때문에 디스플레이를 볼 때 외부 광원이 필요한 경우가 있다.

## 원리
액정 표시 장치는 정보 표시 기술에서 차지하는 비중이 매우 크다. LCD는 양 쪽 유리판 사이에 액정을 삽입한 뒤에 유리판 위아래에 있는 전원을 통해 전극을 주입, 각 액정에서 이를 변환하여 빛을 냄으로써 정보를 표시한다. 이때 LCD는 그 자체에서 빛이 나오는 것이 아니라 '백라이트'라는 것을 통해서 빛을 내는 것이다.
백라이트는 패널의 휘도와 소비 전력에 직접 관련되어 있다. 그뿐 아니라 디스플레이 모듈의 완성품 가운데에서는 가장 값비싼 부품이기 때문에 백라이트의 비용 절감은 LCD 수요 환기에도 중요한 영향을 미친다.

## 중요성
한 때 백라이트는 노트북 컴퓨터나 모니터에 쓰이는 LCD 부품 가운데 제조가 비교적 쉽기 때문에 저기술(low-tech) 제품으로 여겨졌다. 그러나 중요성이 높아져 현재는 LCD 시장의 성장을 좌우하는 주된 요인 가운데 하나가 되었다. 백라이트의 품질이 좋을수록 영상의 품질과 색 재현성을 비약적으로 향상시킬 가능성을 지니고 있으므로 백라이트는 LCD-TV의 발전 열쇠를 쥐고 있는 존재라고 할 수 있다.

## 종류
백라이트의 종류는 다음과 같다.
- CCFL(냉음극 형광램프)
- EEFL(외부전극 형광램프)
- LED(발광 다이오드)
- ELP
- FFL(평판형 형광램프)
- HCFL

### LED 백라이트
LCD에 사용되는 대부분의 LED 백라이트는 엣지릿(edge-lit)이다. 몇몇 LED들은 라이트가이드 가장자리에 배치시켜 LC 패널 뒤에 빛을 분산시킨다. 이 기법은 장점은 매우 얇은 패널을 제조할 수 있고 가격이 저렴하다는 것이다. 더 비싼 버전은 풀 어레이(full array) 또는 다이렉트 LED(direct LED)로 불리는 것으로서, 수많은 LED들이 LC 패널 뒤에 배치된다. 이러한 배열은 로컬 디밍(local dimming)을 가능케 하여 표시되는 이미지에 의거하여 더 어두운 블랙 픽셀을 보유할 수 있게 한다.